# Anders Widmark (album)
Anders Widmark från 1996 är ett musikalbum av Anders Widmark.

## Låtlista
Alla låtarna är skrivna av Anders Widmark om inget annat anges.
1. Trodde du att jag var stark – 4:30
2. Timmarna på väggen – 3:13
3. Hannas resa (Anders Widmark/Hans Widmark) – 3:21
4. Fönstret mittemot – 3:19
5. Sakta stiger solen – 4:18
6. Beethovens femma – 4:48
7. Sigrid och Isaac – 3:12
8. Allting kommer igen – 4:00
9. Inte du – 4:43
10. Vad såg du då, Josefin – 2:55
11. Genom varje andetag (Anders Widmark/Lasse Sahlin) – 4:06

## Medverkande
- Anders Widmark – sång, piano, orgel
- Lasse Englund – gitarr
- Backa Hans Eriksson – bas
- Tommy Lydell – keyboard
- Kammarorkestern NOW